# Vasahuset i Uppsala

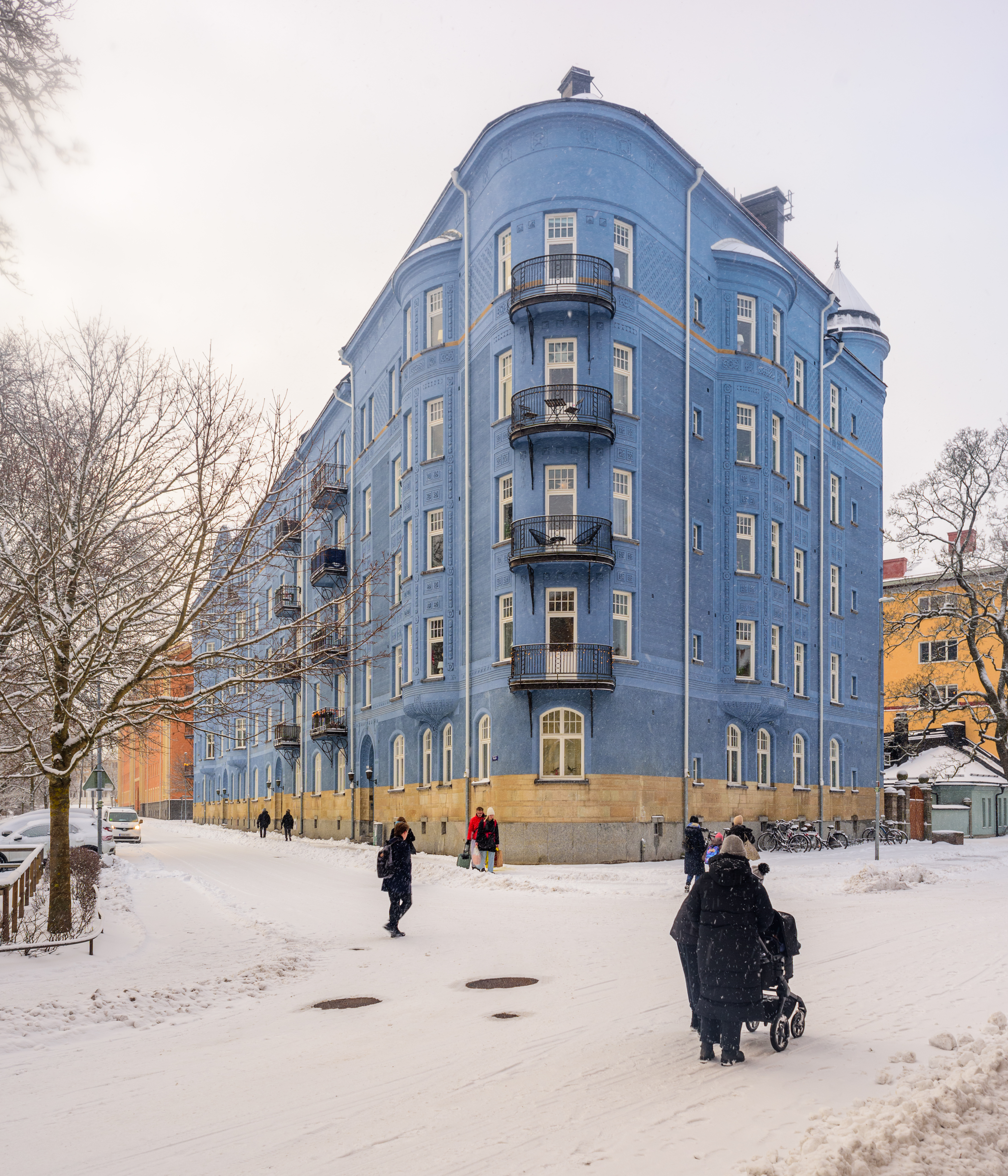
Vasahuset i januari 2025.

Vasahuset är en byggnad i Uppsala, belägen i Luthagen invid Vasaparken.
Huset som började byggas 1906 är ritat av Erik Hahr och har den bäst bevarade jugendornamentiken i Uppsala.

## Historia
Till skillnad från Rappska huset i närheten klarade det sig från rivningsvågen i Uppsala, och är idag ett av de mer intressanta husen av denna typ som finns bevarade i Uppsala. Som nytt var huset sandfärgat men färgades blått på 1970-talet och återigen 2017.
År 2020 röstades Vasahuset fram till Uppsalas vackraste byggnad genom en tävling anordnad av Arkitekturupproret.

## Bilder

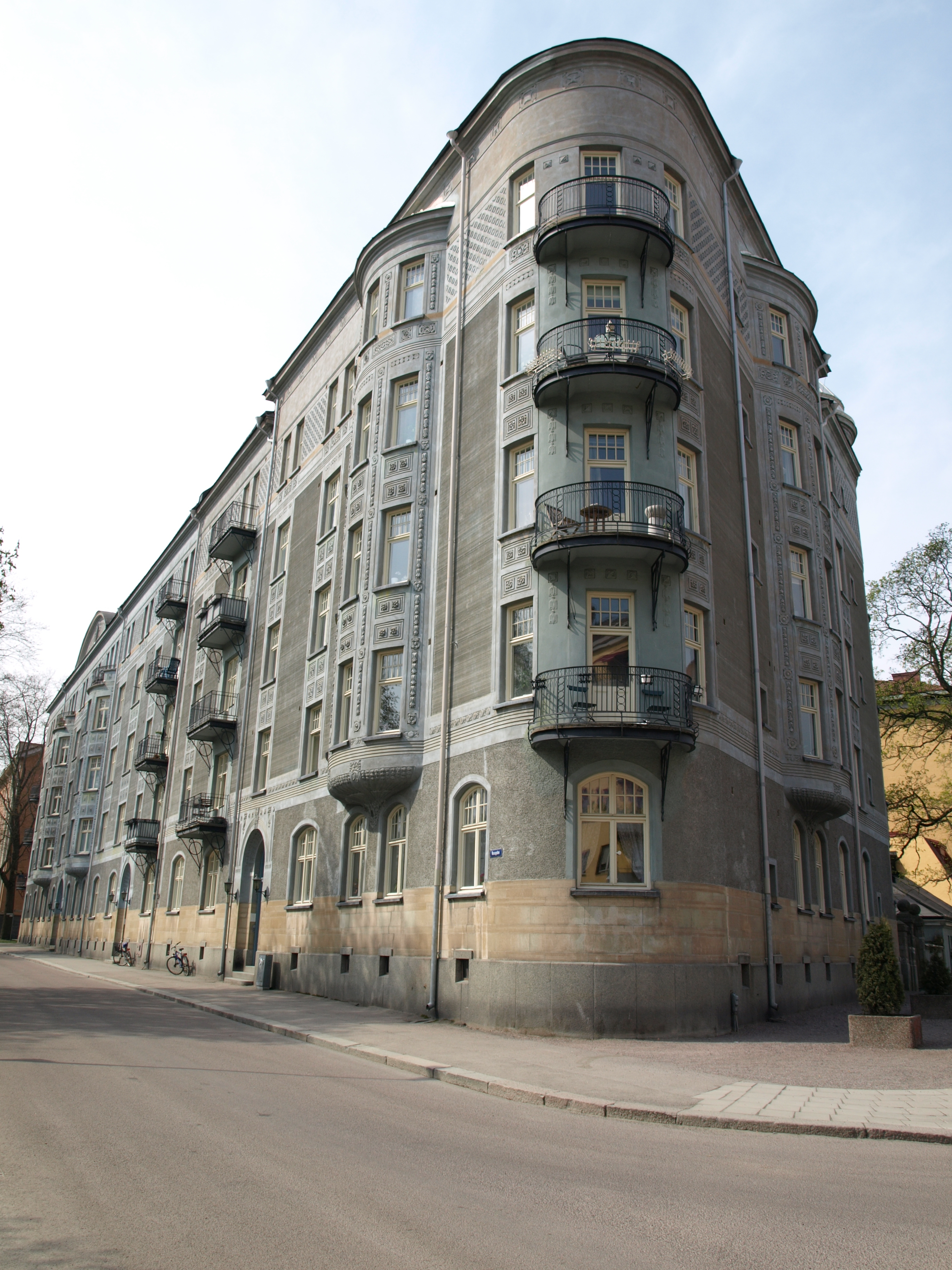
Gavel på Vasahuset i april 2009.
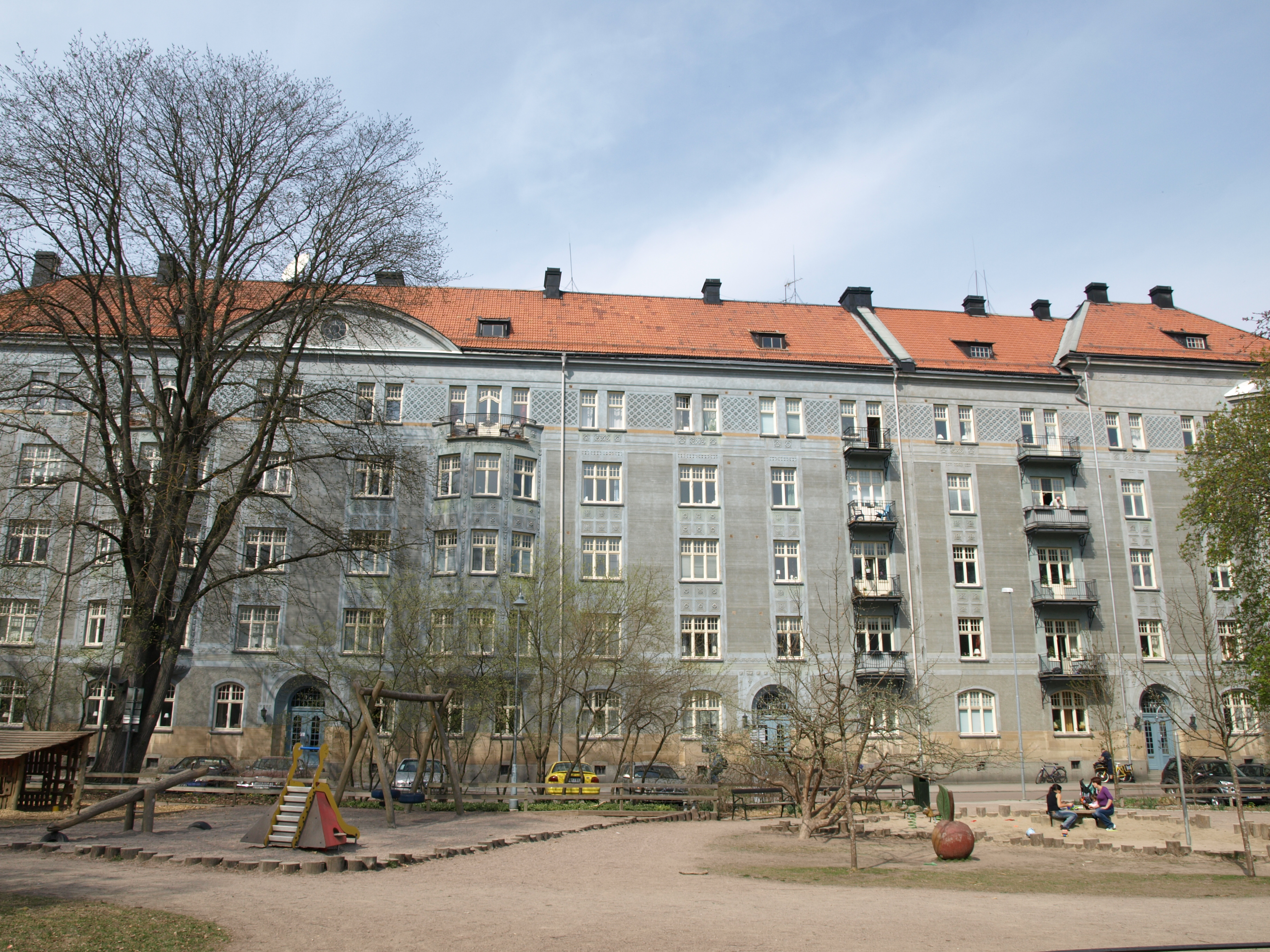
Vasahuset i april 2009.
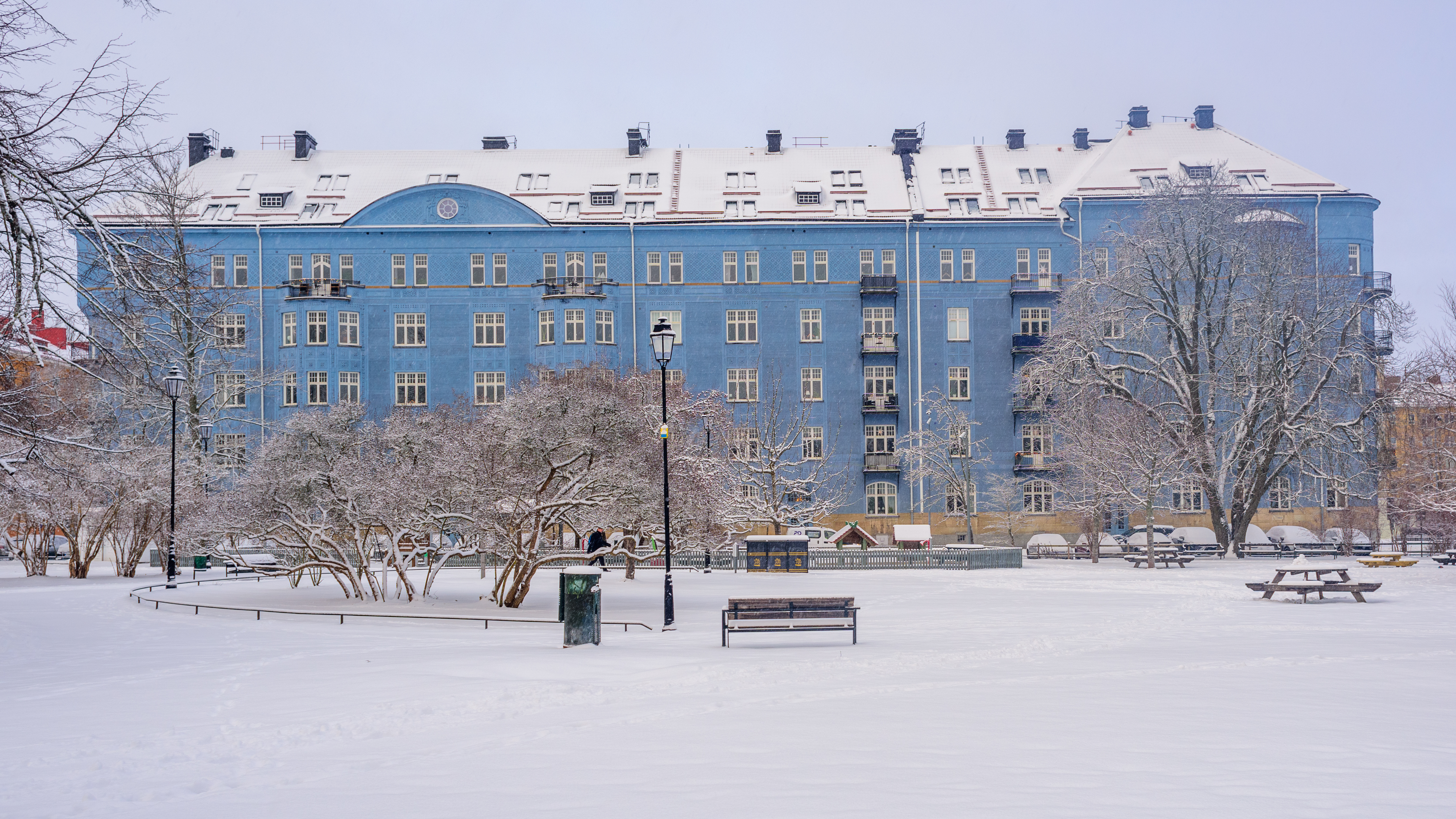
Vasahuset i januari 2025.
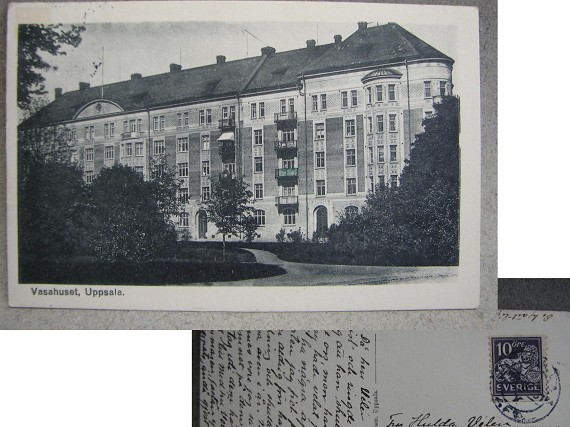
Vykort på Vasahuset i Uppsala